# Пелеса
Пелеса́ (бел. Пеляса́) — деревня в Вороновском районе Гродненской области Республики Беларусь. В составе Больтишского сельсовета.

## География
Деревня находится в 43 км к юго-западу от Вороново, отдалена от Больтишки на 4,8 км.

### Гидрография
Недалеко протекает река Провожа.

## Этимология
Название поселения перенято из названия реки Пелеса (лит. Pelesа́), доплыва реки Котры.
В основе этого гидронима корень Pel- (его вариация Pal-  в названии двинской реки Палата), он связан с литовским pelkė, pala «болото», palios «большое болото на месте заросшего озера», paļi «наводнение, затопление водой прилегающей к реке местности», palas «заболоченный берег озера». Корень Pel-расширенный балтским гидронимическим расширителем -es-, который обновляется в названиях рек Лучеса, Очеса, Вовчас (< Laukesa, Akesa, Vilkesa). Название речки Пелеса можно условно перевести как «Болочанка».
В Пелесе до сих пор фиксируется автохтонный островок литовскоязычного населения.

## История

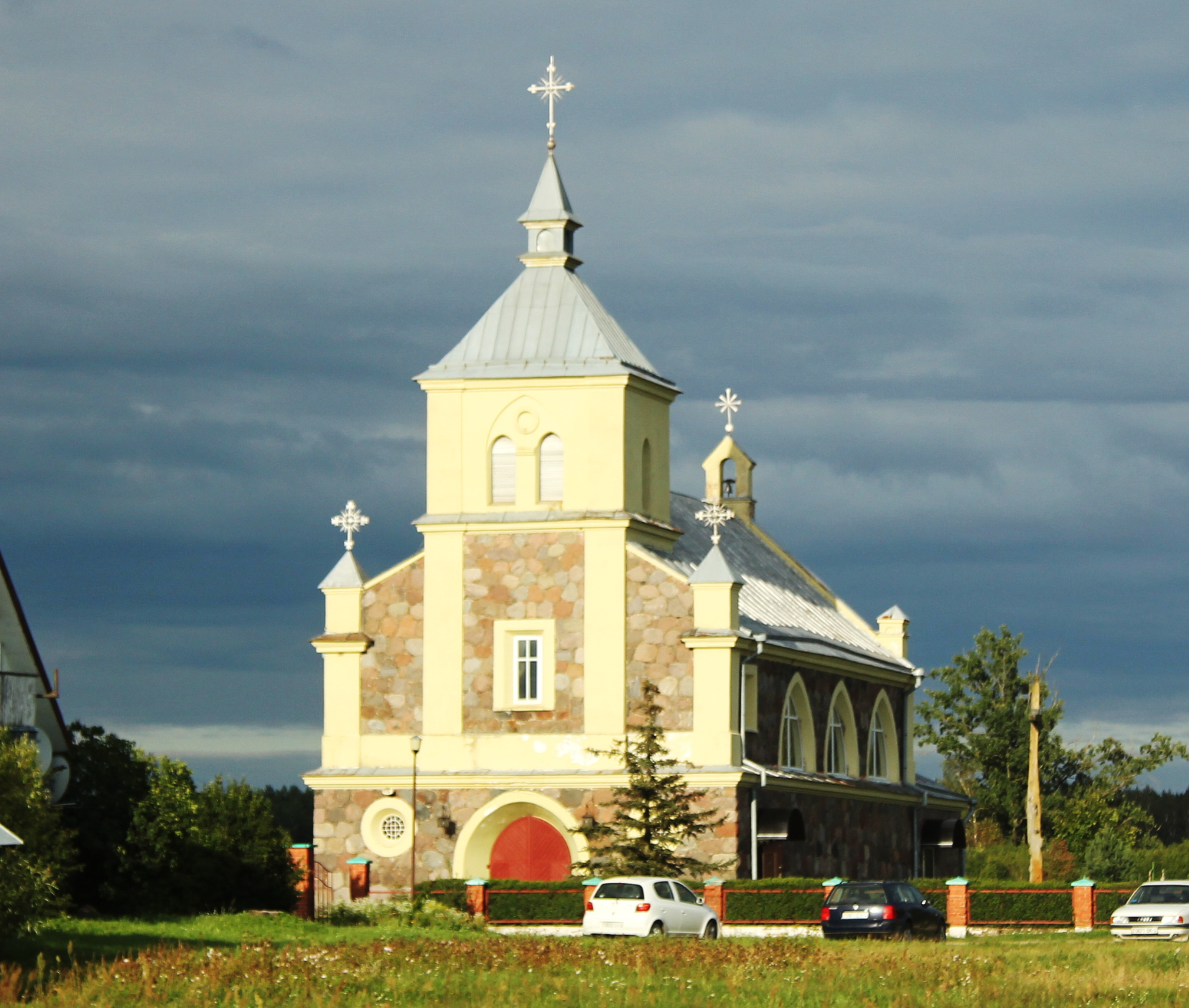
Костёл Св. Линуса

Известно с XV века. До 1492 года земля в Василишковском уезде ВКЛ, на реке Пелеса, государственная собственность. С 1492 года собственность Юндила Рачковича, который построил здесь «дворец». В XVI веке принадлежала Юндиловичам, Нарбутовичам, Михневичам и др. В 1529 году королевский чашник М. Андрашович построил мост и пруд на реке Пелеса и брал пошлины за проезд. В 1536 году имение хозяйского боярина Ю. Долгирдовича. В 1553 году упоминается костёл.
В 1559 году центр католического прихода, костёл имел 2 дыма крестьян. В 1567 году имение М. Юндила, ставившее в армию коня, часть в земянки Нелюбы (6 лошадей). В 1585 году владение Гриневицкого, в 1599 году Нелюбовича, королевского предводителя Курча. В 1602 году он отписал имение жене С. Сапеженко. В 1690 году имение в Заболотском приходе, шляхетская собственность. В 1787 году село, центр войтовства Бартянского староства Лидского уезда ВКЛ.
После 3-го раздела Речи Посполитой (1795) в составе Российской империи, в Виленской, с 1797 года Литовской, с 1801 году Гродненской, с 1842 года Виленской губерниях. В середине XIX века деревня в Радунской волости Лидского уезда Виленской губернии, государственная собственность, 91 ревизских душ. Согласно переписи в 1897 году 61 двор, 339 жителей. В 1908 году 38 дворов, 359 жителей, 499,68 десятин земли, 58 лошадей.
С 1921 года в составе Польши, 63 двора, 317 жителей; в Радунской гмине Лидского уезда Новогрудского воеводства. С 1931 года литовская школа, с 1932 года польская.
С ноября 1939 года в БССР.
С 15 января 1940 года в Радунском районе Барановичской области, с 12 октября 1940 года в Слободковском сельсовете, в 1940 году 307 жителей.
С конца июня 1941 года до середины июля 1944 года оккупировано нацистами. 26 июня 1941 года оккупанты расстреляли 5 жителей, 10 были вывезены на принудительные работы в Германию.
С 20 сентября 1944 года в Гродненской области.
В 1944-1946 гг. литовская начальная школа, затем русская средняя школа.
С 25 декабря 1962 года в Вороновском районе, в 1960 году 388 жителей, в 1970 году 331 житель. С 11 февраля 1972 года в Старосмильгинском, с 24 апреля 1978 года в Больтишском сельсоветах, в колхозе «Правда».
Приход создан в 1925 году, костёл Святого Линуса построен и освящён в 1935 году, закрыт в 1962 году. Возвращён, отстроен и освящён в 1989 году.
В 1944 году в деревне преобладало литовское население.

## Население
- 2004 год — 86 хозяйств, 228 жителей
- 2009 год — 168 жителей (перепись населения)
- 2014 год — 70 хозяйств, 167 жителей

## Экономика

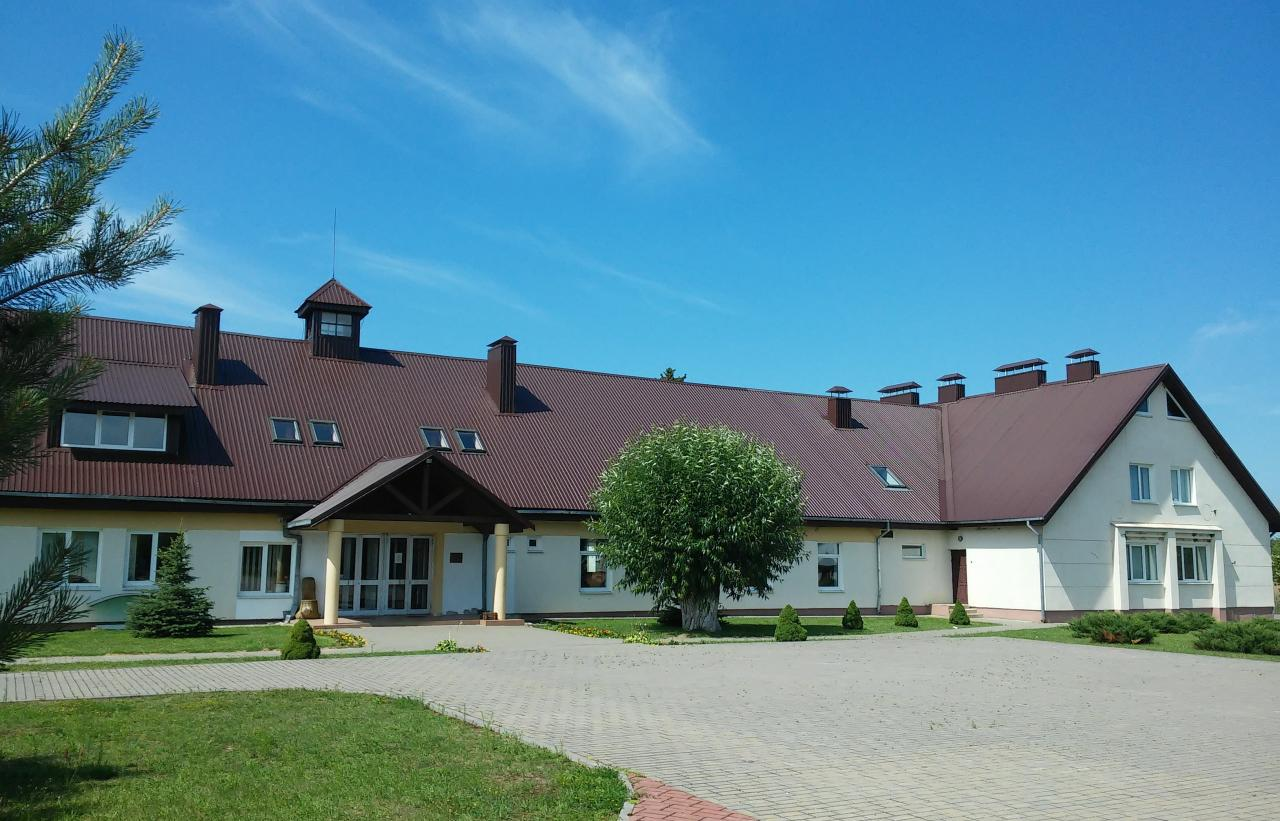
Культурно-просветительный центр

- Ферма в составе СПК «Больтишки»

## Образование
- Средняя школа
- Библиотека

## Культура
- Дом культуры
- Культурно-просветительный центр
- Историко-этнографический музей

## Достопримечательности
- Памятник князю Великого Княжества Литовского Витовту (автор — литовский скульптор Альгимантас Сакалаускас). Открыт 23 сентября 2010 года. Приурочено к 600-летию Грюнвальдской битвы.

Установлен между зданиями средней школы и костёла святого Лина. Высота — более 6 м, материал — особая порода дуба в технике традиционной литовской национальной резьбы по дереву. Князь изображён в образе средневекового рыцаря с короной, который в левой руке держит скипетр — символ власти, а правой опирается на меч.
- Костёл Святого Линуса (первая половина XX века, около 1935 г.)[2]. Католический храм, памятник архитектуры эклектики с использованием стилизованных форм готики.